# زمین‌لرزه ۱۹۸۳ ارزروم
زمین‌لرزه ارزروم  در تاریخ ۳۰ اکتبر ۱۹۸۳ میلادی، برابر با ‎۸ آبان ۱۳۶۲، ساعت ۴:۱۲:۲۷ به زمان یوتی‌سی در ترکیه ، منطقه ارزروم رخ داد. ژرفای این زلزله ۱۵ کیلومتر بود، و بزرگی آن ۶٫۶ در مقیاس Mw اعلام شده‌است. زمین‌لرزه به وقت محلی در روز یکشنبه، ساعت ۶ روی داده و منطقه زمانی آن یوتی‌سی +۲ بوده‌است (با لحاظ تغییر ساعت تابستانی).
سازمان زمین‌شناسی آمریکا نیز رومرکز این زمین‌لرزه را در مختصات ۴۰°۱۹′۴۸″شمالی ۴۲°۱۱′۱۳″شرقی / ۴۰٫۳۳°شمالی ۴۲٫۱۸۷°شرقی و ژرفای آنرا در ۱۱ کیلومتر گزارش کرده‌است. بزرگی برگزیدهٔ این سازمان از میان بزرگیهای محاسبه‌شدهٔ مختلف ۶٫۹ در مقیاس Ms بوده و از دید اثر، در میان چهار دسته‌بندی «نامحسوس»، «محسوس»، «زیان‌آور» یا «با تلفات»، زلزله را «با تلفات» اعلام کرده‌است.۵۰ روستا در زمین‌لرزه خراب شده‌است.
پروژهٔ «تنسور گشتاور مرکزوار» زاویه‌های (راستا، شیب، ریک) گسل سازندهٔ زمین‌لرزه و صفحه عمود بر آنرا (°۲۱۱، °۷۳، °۱۷-) یا (°۳۰۶، °۷۴، °۱۶۲-) و نوع گسل را «امتدادلغز» فرارسانده‌است.
شمار کشتگان زلزله حدود ۱۴۰۰ نفر بوده‌است.تعداد زخمیان ۱۱۳۷ نفر برآورده شده‌است.بی‌خانمان شدگان نیز ۲۵۰۰۰ نفر اعلام شده‌است.